# 8 Million Ways to Die
8 Million Ways to Die é um filme de ação e thriller, foi realizado no ano de 1986 por Hal Ashby.

## Sinopse
Matt Scudder (Jeff Bridges) é um detective com o departamento do xerife o que é forçado num tiroteio. Quando as duas jovens mulheres Sarah (Rosanna Arquette) e Sunny (Alexandra Paul) fazem sexo e paixão com Scudder. Até que os gangsters cubanos fazem o assalto e é liderado por Angel Moldonado (Andy Garcia). Quando os gangsters raptam a Sunny e depois matam e torturam, mas Sunny é assassinada. Matt e Sarah fazem uma missão é fugir até 48 horas, sem escrúpulos. A sua missão final é acabar Moldonado e um grupo de gangsters cubanos que mataram a Sunny.

## Elenco parcial
- Jeff Bridges ...  Matthew 'Matt' Scudder
- Rosanna Arquette ...  Sarah
- Alexandra Paul ...  Sunny
- Randy Brooks ...  Willie 'Chance' Walker
- Andy Garcia ...  Angel Moldonado
- Lisa Sloan ...  Linda Scudder
- Christa Denton ...  Laurie Scudder
- Vance Valencia ...  Quintero